# Grand Prix Wielkiej Brytanii 1951
Grand Prix Wielkiej Brytanii 1951 (oryg. RAC British Grand Prix) – piąta runda Mistrzostw Świata Formuły 1 w sezonie 1951, która odbyła się 14 lipca 1951 po raz drugi na torze Silverstone.
Czwarte Grand Prix Wielkiej Brytanii, drugie zaliczane do Mistrzostw Świata Formuły 1.

## Lista startowa
Na niebieskim tle kierowcy, który wycofali się przed treningiem.
| Nr      | Kierowca                   | Zespół                                 | Samochód            | Silnik                    | Opony |
| ------- | -------------------------- | -------------------------------------- | ------------------- | ------------------------- | ----- |
| 1       | Giuseppe Farina            | Alfa Romeo                             | Alfa Romeo 159      | Alfa Romeo 1.5L 8C        | P     |
| 2       | Juan Manuel Fangio         | Alfa Romeo                             | Alfa Romeo 159      | Alfa Romeo 1.5L 8C        | P     |
| 3       | Consalvo Sanesi            | Alfa Romeo                             | Alfa Romeo 159      | Alfa Romeo 1.5L 8C        | P     |
| 4       | Felice Bonetto             | Alfa Romeo                             | Alfa Romeo 159      | Alfa Romeo 1.5L 8C        | P     |
| 5       | Joe Kelly                  | Joe Kelly (prywatnie)                  | Alta GP             | Alta 1.5L 4C              | D     |
| 6       | Reg Parnell                | BRM                                    | BRM P15             | BRM 15 1.5L V16           | D     |
| 7       | Peter Walker               | BRM                                    | BRM P15             | BRM 15 1.5L V16           | D     |
| 8       | Bob Gerard                 | Bob Gerard (prywatnie)                 | ERA B               | ERA 1.5L 6C               | D     |
| 9       | Brian Shawe-Taylor         | Brian Shawe-Taylor (prywatnie)         | ERA B               | ERA 1.5L 6C               | D     |
| 10      | Luigi Villoresi            | Ferrari                                | Ferrari 375         | Ferrari Type 375 4.5L V12 | P     |
| 11      | Alberto Ascari             | Ferrari                                | Ferrari 375         | Ferrari Type 375 4.5L V12 | P     |
| 12      | José Froilán González      | Ferrari                                | Ferrari 375         | Ferrari Type 375 4.5L V12 | P     |
| 14      | Peter Whitehead            | GA Vandervell                          | Ferrari 375 tw      | Ferrari Type 375 4.5L V12 | P     |
| 15      | David Murray               | Scuderia Ambrosiana                    | Maserati 4CLT/48    | Maserati 4CL 1.5L         | D     |
| 16      | John James                 | John James (prywatnie)                 | Maserati 4CLT/48    | Maserati 4CL 1.5L         | D     |
| 17      | Philip Fotheringham-Parker | Philip Fotheringham-Parker (prywatnie) | Maserati 4CL        | Maserati 4CL 1.5L         | D     |
| 18      | Duncan Hamilton            | Duncan Hamilton (prywatnie)            | Talbot-Lago T26C    | Talbot 23CV 4.5L 6C       | D     |
| 19      | Maurice Trintignant        | Equipe Gordini                         | Simca-Gordini T15   | Simca-Gordini 15C 1.5L 4C | E     |
| 20      | Robert Manzon              | Equipe Gordini                         | Simca-Gordini T15   | Simca-Gordini 15C 1.5L 4C | E     |
| 21      | André Simon                | Equipe Gordini                         | Simca-Gordini T15   | Simca-Gordini 15C 1.5L 4C | E     |
| 22      | Louis Rosier               | Ecurie Rosier                          | Talbot-Lago T26C-DA | Talbot 23CV 4.5L 6C       | D     |
| 23      | Louis Chiron               | Ecurie Rosier                          | Talbot-Lago T26C    | Talbot 23CV 4.5L 6C       | D     |
| 24      | Philippe Étancelin         | Philippe Étancelin (prywatnie)         | Talbot-Lago T26C-DA | Talbot 23CV 4.5L 6C       | D     |
| 25      | Johnny Claes               | Ecurie Belge                           | Talbot-Lago T26C-DA | Talbot 23CV 4.5L 6C       | E     |
| Źródła: |                            |                                        |                     |                           |       |

## Wyniki

### Kwalifikacje
Źródło: racing-reference.info
| P  | Nr | Kierowca                   | Konstruktor(-silnik) | Opony | Czas       | Odstęp | Strata |
| -- | -- | -------------------------- | -------------------- | ----- | ---------- | ------ | ------ |
| 1  | 12 | José Froilán González      | Ferrari              | P     | 1:43,4     | –      | –      |
| 2  | 2  | Juan Manuel Fangio         | Alfa Romeo           | P     | 1:44,4     | +1,0   | +1,0   |
| 3  | 1  | Giuseppe Farina            | Alfa Romeo           | P     | 1:45,0     | +0,6   | +1,6   |
| 4  | 11 | Alberto Ascari             | Ferrari              | P     | 1:45,4     | +0,4   | +2,0   |
| 5  | 10 | Luigi Villoresi            | Ferrari              | P     | 1:45,8     | +0,4   | +2,4   |
| 6  | 3  | Consalvo Sanesi            | Alfa Romeo           | P     | 1:50,2     | +4,4   | +6,8   |
| 7  | 4  | Felice Bonetto             | Alfa Romeo           | P     | 1:52,0     | +1,8   | +8,6   |
| 8  | 14 | Peter Whitehead            | Ferrari              | P     | 1:54,6     | +2,6   | +11,2  |
| 9  | 22 | Louis Rosier               | Talbot-Lago          | D     | 1:56,0     | +1,4   | +12,6  |
| 10 | 8  | Bob Gerard                 | ERA                  | D     | 1:57,0     | +1,0   | +13,6  |
| 11 | 18 | Duncan Hamilton            | Talbot-Lago          | D     | 1:57,2     | +0,2   | +13,8  |
| 12 | 9  | Brian Shawe-Taylor         | ERA                  | D     | 1:58,2     | +1,0   | +14,8  |
| 13 | 23 | Louis Chiron               | Talbot-Lago          | D     | 2:00,2     | +2,0   | +16,8  |
| 14 | 25 | Johnny Claes               | Talbot-Lago          | E     | 2:05,8     | +5,6   | +22,4  |
| 15 | 15 | David Murray               | Maserati             | D     | 2:06,0     | +0,2   | +22,6  |
| 16 | 17 | Philip Fotheringham-Parker | Maserati             | D     | 2:13,2     | +7,2   | +29,8  |
| 17 | 16 | John James                 | Maserati             | D     | 2:17,0     | +3,8   | +33,6  |
| 18 | 5  | Joe Kelly                  | Alta                 | D     | 2:18,4     | +1,4   | +35,0  |
| 19 | 7  | Peter Walker               | BRM                  | D     | brak czasu |        |        |
| 20 | 6  | Reg Parnell                | BRM                  | D     | brak czasu |        |        |
| P  | Nr | Kierowca                   | Konstruktor(-silnik) | Opony | Czas       | Odstęp | Strata |

### Wyścig
Źródła: 
| P                                                     | + / –     | Nr | Kierowca                   | Konstruktor   | Opony | Okr. | Czas / Strata | Komentarz           |
| ----------------------------------------------------- | --------- | -- | -------------------------- | ------------- | ----- | ---- | ------------- | ------------------- |
| 1                                                     | Bez zmian | 12 | José Froilán González      | Ferrari       | P     | 90   | 2h42m18,2     |                     |
| 2                                                     | Bez zmian | 2  | Juan Manuel Fangio         | Alfa Romeo    | P     | 90   | +0:51,0       |                     |
| 3                                                     | 2         | 10 | Luigi Villoresi            | Ferrari       | P     | 88   | +2 okr.       |                     |
| 4                                                     | 3         | 4  | Felice Bonetto             | Alfa Romeo    | P     | 87   | +3 okr.       |                     |
| 5                                                     | 15        | 6  | Reg Parnell                | BRM           | D     | 85   | +5 okr.       |                     |
| 6                                                     | Bez zmian | 3  | Consalvo Sanesi            | Alfa Romeo    | P     | 84   | +6 okr.       |                     |
| 7                                                     | 12        | 7  | Peter Walker               | BRM           | D     | 84   | +6 okr.       |                     |
| 8                                                     | 4         | 9  | Brian Shawe-Taylor         | ERA           | D     | 84   | +6 okr.       |                     |
| 9                                                     | 1         | 14 | Peter Whitehead            | Ferrari       | P     | 83   | +7 okr.       |                     |
| 10                                                    | 1         | 22 | Louis Rosier               | Talbot-Lago   | D     | 83   | +7 okr.       |                     |
| 11                                                    | 1         | 8  | Bob Gerard                 | ERA           | D     | 82   | +8 okr.       |                     |
| 12                                                    | 1         | 18 | Duncan Hamilton            | Talbot-Lago   | D     | 81   | +9 okr.       |                     |
| 13                                                    | 1         | 25 | Johnny Claes               | Talbot-Lago   | E     | 80   | +10 okr.      |                     |
| Niesklasyfikowani                                     |           |    |                            |               |       |      |               |                     |
|                                                       |           | 1  | Giuseppe Farina            | Alfa Romeo    | P     | 75   | +15 okr.      | sprzęgło            |
|                                                       |           | 5  | Joe Kelly                  | Alta          | D     | 75   | +15 okr.      | niesklasyfikowany   |
|                                                       |           | 11 | Alberto Ascari             | Ferrari       | P     | 56   | +34 okr.      | skrzynia biegów     |
|                                                       |           | 17 | Philip Fotheringham-Parker | Maserati      | D     | 46   | +44 okr.      | wyciek oleju        |
|                                                       |           | 15 | David Murray               | Maserati      | D     | 45   | +45 okr.      | silnik              |
|                                                       |           | 23 | Louis Chiron               | Talbot-Lago   | D     | 41   | +49 okr.      | hamulce             |
|                                                       |           | 16 | John James                 | Maserati      | D     | 23   | +67 okr.      | radiator            |
| Nie wystartowali / niedopuszczeni do ponownego startu |           |    |                            |               |       |      |               |                     |
|                                                       |           | 19 | Maurice Trintignant        | Simca-Gordini | E     | 0    |               | niesprawny samochód |
|                                                       |           | 20 | Robert Manzon              | Simca-Gordini | E     | 0    |               | niesprawny samochód |
|                                                       |           | 21 | André Simon                | Simca-Gordini | E     | 0    |               | niesprawny samochód |
|                                                       |           | 24 | Philippe Étancelin         | Talbot-Lago   | D     | 0    |               | niesprawny samochód |
| P                                                     | + / –     | Nr | Kierowca                   | Konstruktor   | Opony | Okr. | Czas / Strata | Komentarz           |

### Najszybsze okrążenie
Źródło: statsf1.com
| Nr | Kierowca        | Konstruktor | Czas   | Okr. |
| -- | --------------- | ----------- | ------ | ---- |
| 1  | Giuseppe Farina | Alfa Romeo  | 1:44,0 | 38   |

### Prowadzenie w wyścigu
Źródło: statsf1.com
| Nr                              | Kierowca              | Konstruktor | Okrążenia         | Suma |
| ------------------------------- | --------------------- | ----------- | ----------------- | ---- |
| 12                              | José Froilán González | Ferrari     | 2-9, 39-47, 49-90 | 59   |
| 2                               | Juan Manuel Fangio    | Alfa Romeo  | 10-38, 48         | 30   |
| 4                               | Felice Bonetto        | Alfa Romeo  | 1                 | 1    |
| \| Wykres \| \| ------ \| \| \| |                       |             |                   |      |
| Wykres                          |                       |             |                   |      |
|                                 |                       |             |                   |      |

## Klasyfikacja po wyścigu
Pierwsza piątka otrzymywała punkty według klucza 8-6-4-3-2, 1 punkt przyznawany był dla kierowcy, który wykonał najszybsze okrążenie w wyścigu. Klasyfikacja konstruktorów została wprowadzona w 1958 roku. Liczone było tylko 4 najlepsze wyścigi danego kierowcy.
Uwzględniono tylko kierowców, którzy zdobyli jakiekolwiek punkty
| P  | +/− | Kierowca                | Starty | Punkty | P1 | P2 | P3 | PP | NO | NS |
| -- | --- | ----------------------- | ------ | ------ | -- | -- | -- | -- | -- | -- |
| 1  | 0   | Juan Manuel Fangio      | 4      | 21     | 2  | 1  | –  | 3  | 3  | –  |
| 2  | 0   | Giuseppe Farina         | 4      | 15     | 1  | –  | 1  | –  | 1  | 1  |
| 3  | +2  | Luigi Villoresi         | 4      | 12     | –  | –  | 3  | –  | –  | 1  |
| 4  | +5  | José Froilán González   | 3      | 11     | 1  | 1  | –  | 1  | –  | 1  |
| 5  | −2  | Lee Wallard             | 1      | 9      | 1  | –  | –  | –  | 1  | –  |
| 6  | −2  | Alberto Ascari          | 4      | 9      | –  | 2  | –  | –  | –  | 1  |
| 7  | −1  | Piero Taruffi           | 3      | 6      | –  | 1  | –  | –  | –  | 1  |
| =  | −1  | Mike Nazaruk            | 1      | 6      | –  | 1  | –  | –  | –  | –  |
| 9  | +1  | Reg Parnell             | 2      | 5      | –  | –  | –  | –  | –  | –  |
| 10 | −2  | Luigi Fagioli           | 1      | 4      | 1  | –  | –  | –  | –  | –  |
| 11 | −1  | Consalvo Sanesi         | 4      | 3      | –  | –  | –  | –  | –  | 1  |
| =  | −1  | Louis Rosier            | 4      | 3      | –  | –  | –  | –  | –  | 1  |
| =  | −1  | Andy Linden             | 1      | 3      | –  | –  | –  | –  | –  | –  |
| =  | N   | Felice Bonetto          | 1      | 3      | –  | –  | –  | –  | –  | –  |
| 15 | −1  | Manny Ayulo             | 1      | 2      | –  | –  | 1  | –  | –  | –  |
| =  | −1  | Jack McGrath            | 1      | 2      | –  | –  | 1  | –  | –  | –  |
| 17 | −1  | Yves Giraud-Cabantous   | 3      | 2      | –  | –  | –  | –  | –  | 1  |
| =  | −1  | Emmanuel de Graffenried | 2      | 2      | –  | –  | –  | –  | –  | 1  |
| =  | −1  | Bobby Ball              | 1      | 2      | –  | –  | –  | –  | –  | –  |
| P  | +/− | Kierowca                | Starty | Punkty | P1 | P2 | P3 | PP | NO | NS |